# سجن النساء في الكاظمية
سجن النساء في الكاظمية يعتبر منشأة إصلاحية في الكاظمية ، بغداد ، العراق . اعتبارًا من عام 2006، كان أحد السجون الرئيسية الثلاثة في العراق التي تؤوي النساء.  وكان المنشأة الإصلاحية الوحيدة في بغداد التي تؤوي النساء حتى عام 2009.
كان في الأصل قصرًا لوالدة الملك فيصل ملك العراق[أي منها؟] ، الملكة أوريا.
اعتبارًا من عام 2006، كان يضم سجناء مدانات بالدعارة والإرهاب والقتل.
التكوين الأصلي
- كان المبنى الأصلي قصرًا ملكيًا يُخصّص في السابق لزوجة الملك فيصل (الملكة أوريا). تم تحويله لاحقًا إلى سجن للنساء.

نوع المعتقلات
- كان السجن يضم نساء محكومات بمحاكمات تتعلق بجنايات مثل الوقيعة، والبغاء، والإرهاب، والقتل.
- كما احتُجزت فيه نساء بناءً على اتهامات ملفقة أو بسبب ضغوط سياسية في فترات مثل ولاية نوري المالكي (2006–2014)[2].

عدد النزيلات وظروف الاحتجاز
- عام 2006، كان عدد النزيلات حوالي 60، وسرعان ما ارتفع هذا الرقم إلى ما يزيد عن 200.
- منظمات حقوقية مثل OWFI (منظمة حرية المرأة في العراق) وثقت حالات تتعلق بـ الاغتصاب أثناء الاستجواب، وسوء المعاملة، ووجود أطفال داخل الزنازين[3].

الانتقال
- في سبتمبر 2008، تم نقل جميع السجينات إلى مبنى جديد تابع لدائرة الإصلاح العراقية في الرصافة السادسة، تحضيرًا لبناء سجن جديد في منطقة الكاظمية.

حوادث مرتبطة
- في فبراير 2012، تعرضت مديرة السجن (ساجدة صالح حسن) لاغتيال من قبل مجهولين بأسلحة كاتمة صوت أثناء توجهها إلى مكان عملها.

تدخّلات حقوقية
- حررت منظمات مثل OWFI تقارير تدعو لتحسين ظروف الاحتجاز، ورفع حالات النزاع، وإقامة حضانة للأطفال داخل السجن بالتنسيق مع السلطات العراقية.

## قراءة إضافية
- " داخل سجن النساء الوحيد في العراق " ( أرشيف ). سي بي إس نيوز . ٢٢ ديسمبر/كانون الأول ٢٠٠٧.